# Khandpara (stato)
Lo Stato di Khandpara fu uno stato principesco del subcontinente indiano, avente per capitale la città di Khandpara.

## Storia
Lo stato di Khandpara si tramanda essere stato fondato da Jadunath Singh Mangaraj, figlio minore del raja Raghunath Singh di Nayagarh, che mantenne il controllo di quattro garhs o forti nell'area: Kadua, Ghuntasahi, Saradhapur e Khedapada. Si racconta inoltre che Jadunath Singh abbia ricevuto il titolo di mangaraj dal maharaja di Gajapati. Durante il regno del raja Narayan Singh Mangraj, Khandpara si estese ad est verso Banki, ad ovest verso Balaramprasad, a nord verso Kantilo e a sud verso Jogiapali.
L'ultimo regnante firmò l'instrument of accession all'Unione Indiana il 1º gennaio 1948; lo stato entrò a far parte dello stato di Odisha.

## Governanti
I governanti avevano il titolo di Raja.

### Raja
- Jadunath Singh Mangaraj (1599 – 1675)
- Narayan Singh Mangaraj (1675 – 1709)
- Balunkeshwar Singh Mangaraj (1709 – 1723)
- Banamali Singh Mardaraj Bhramarbar Rai (1723 – 1732)
- Bairagi Singh Mardaraj Bhramarbar Rai (1734 – 1770)
- Niladri Singh Mardaraj Bhramarbar Rai (1770 – 1794)
- Narasimha Singh Mardaraj Bhramarbar Rai (1794 – 1815)
- Purushottam Mardaraj Bhramarbar Rai (1815 – 1821)
- Krushna Chandra Singh Bhramarbar Rai (1821 – 1842)
- Kunja Bihari Singh Bhramarbar Rai (1842 – 28 febbraio 1867)
- Natabar Mardaraj Bhramarbar Rai (28 febbraio 1867 – 1905)
- Ram Chandra Singh Mardaraj Bhramarbar Rai (1905 – 26 dicembre 1922)
- Harihar Singh Mardaraj Bhramarbar Rai (26 dicembre 1922 – 1º gennaio 1948)